# Workers Party of Britain
Il Workers Party of Britain (WPB, lett. "Partito dei Lavoratori di Britannia") è un partito politico populista di sinistra del Regno Unito, fondato nel dicembre 2019 e guidato da George Galloway, deputato alla Camera dei comuni per il collegio di Rochdale dal 29 febbraio 2024 al 30 maggio dello stesso anno.

## Storia

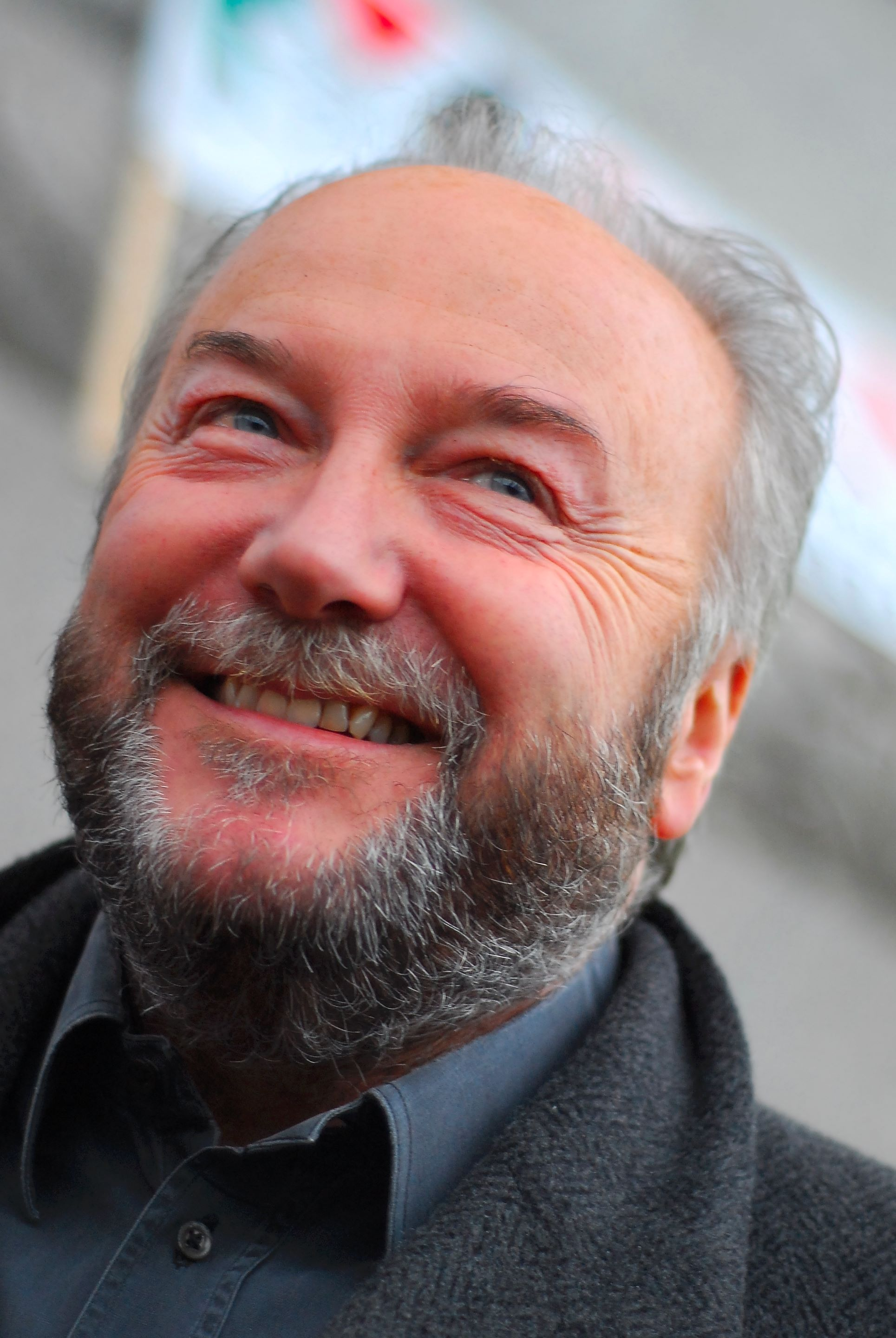
George Galloway, leader del partito.

Il partito venne fondato in conseguenza della sconfitta del Partito Laburista alle elezioni del 2019 e alle dimissioni di Jeremy Corbyn da leader dei laburisti. Venne fondato con l'obiettivo di "difendere le conquiste del popolo della Gran Bretagna".
Nel marzo 2021 il partito candidò il suo primo esponente ad una carica elettiva, Paul Burrows, alle elezioni suppletive per il ward di Helensburgh and Lomond South nel consiglio di Argyll e Bute. Burrows arrivò ultimo di sei, ottenendo solo 22 voti (0,9%).
In occasione delle elezioni locali del 2021, il partito candidò oltre 40 membri in Inghilterra.
Il WPB partecipò ad una competizione elettorale parlamentare per la prima volta alle elezioni suppletive nel collegio di Batley and Spen nel 2021, con Galloway come candidato. Galloway ottenne 8.264 voti (21,9%), arrivando al terzo posto dietro alla vincitrice laburista Kim Leadbeater ed al conservatore Ryan Stephenson. I liberal democratici arrivarono al quarto posto, come alle elezioni precedenti. Galloway si concentrò sui temi dei territori palestinesi, sul conflitto del Kashmir, criticando il leader laburista Keir Starmer, sulla sospensione di un insegnante che aveva mostrato una raffigurazione di Maometto alla Batley Grammar School, e sulla riapertura di un commissariato di polizia a Batley. La campagna fu osservata attentamente dai media a causa di incidenti e violenze durante gli ultimi giorni.
Il Jewish Labour Movement, organizzazione ebraica affiliata al Partito Laburista, definì il risultato un "trionfo di speranza e buon gusto" sulla "politica tossica" di Galloway; Galloway promise di contestare il risultato sulla base di una presunta falsa dichiarazione fatta su di lui da Leadbeater e Starmer, che lui affermò essergli costata l'elezione.
Il partito si presentò alle elezioni per il ward di Almond ad Edimburgo alle elezioni locali scozzesi del 2022, e arrivò penultimo con 61 voti di prima preferenza (0,4%).
Alle elezioni locali del Regno Unito del 2022 il candidato del partito Ed Woollard ottenne il 15% dei voti nel ward di Bordesley and Highgate a Birmingham.
Il 29 febbraio 2024 il leader del partito George Galloway venne eletto alla Camera dei comuni vincendo con il 39,65% dei voti le elezioni suppletive nel collegio di Rochdale, storica roccaforte del Partito Laburista. La guerra Hamas-Israele dominò la campagna elettorale, dopo che il Partito Laburista aveva tolto il sostegno al proprio candidato a seguito di una sua dichiarazione sulla presunta complicità di Israele negli attacchi del 7 ottobre 2023.
Alle elezioni generali del 2024 Galloway ottiene 11.587 voti e il 29,2% delle preferenze espresse ma viene sorpassato dal laburista Paul Waugh, che conquista il seggio di Rochdale. Di conseguenza, la rappresentanza del partito in Parlamento termina.